# エウロフィエラ・レンプレリアナ
エウロフィエラ・レンプレリアナ (Eulophiella roempleriana) は、マダガスカル東岸に分布するラン科の植物である。タコノキ属の枝にのみ着生するという特徴を持つ。マダガスカルの女王という愛称を持っている。